# Водоканал Севастополя
Государственное унитарное предприятие города Севастополя «Водоканал» — российское предприятие, обеспечивающее услугами водоснабжения и водоотведения город федерального значения Севастополь.

## История
Водопровод на территории города существовал в начале первого тысячелетия нашей эры, был построен горожанами Херсонеса Таврического.
В 1853 году был построен Севастопольский акведук. «Самотечный водопровод» длиной, примерно, 17 вёрст, простирался от реки Чёрной, по Инкерманской долине, до комплекса доков в Корабельной бухте. Был частично разрушен во время Крымской войны. Не восстанавливался.
Первый водопровод после Крымской войны в Севастополе появился в 1879 году. Новый водопровод питался за счёт источников Сарандинакиной балки, которые наполняли сборный резервуар, откуда самотёком вода подавалась в город. Второй водопровод был построен в 1887 году и состоял из трёх источников в районе железнодорожного вокзала у подошвы Зеленой горки. Третий и главный водопровод появился в 1899 году. Он питался водами реки Черной и состоял из двух рядов буровых скважин, расположенных поперёк Инкерманской долины: Макухинским и Верхним водосборами.
1 апреля 1925 года был создан трест «Водокат», в который вошли водопровод, канализация, трамвай и городское пароходство Севастополя. В январе 1932 года водопровод и канализация выделились в отдельный трест «Водоканал». В 1955 году, после постройки Чернореченского водохранилища,  трест «Водоканал» бы объединён с управлением «Черноречстрой»  в единое «Управление Водоканализации». 1 марта 1965 года «Управление водоканализации» переименовано в «Производственное управление водопроводно-канализационного хозяйства» (ПУВКХ). 20 января 1993 года в государственное коммунальное предприятие (ГКП) «Севгорводоканал». 1 апреля 2009 года в Коммунальное предприятие «Севгорводоканал» Севастопольского городского Совета. 23 декабря 2014 года в связи с переходом Крыма и города Севастополя под юрисдикцию Российской Федерации переименовано в Государственное унитарное предприятие города Севастополя «Водоканал» (ГУПС «Водоканал»)

## Руководство
Николай Болеславович Перегуда — директор ГУПС «Водоканал» с 2012 года. Исполнял обязанности директора с 12 марта 2011 года.

## Деятельность
ГУПС «Водоканал» осуществляет коммунальное и промышленное водоснабжение, отвод и очистку сточных вод, эксплуатацию, ремонт, строительство и техническое  переоснащение водопроводно-канализационных  сооружений города Севастополя и прилегающих территорий. 
На предприятии работают более 1600 человек. По данным сайта list-org.com в 2015 году выручка предприятия составила  623,7 млн руб., в том же году предприятие показало убыток — 119,6 млн руб.

## Инфраструктура

### Водоснабжение
В 2016 году в летний период водопотребление доходило до 185 тыс. м³ в сутки. Из-за высокого износа сетей потери достигали 45 %.
Основной источник водоснабжения — Чернореченское водохранилище. Среднесуточное потребление воды из водохранилища — 120 тыс. м³. Вода из водохранилища поступает двумя нитками водоводов длиной 365 метров и диаметром 1600 мм в естественное русло реки Черная, откуда водозаборными сооружениями самотёком или насосами подаётся в систему.
Другими поверхностными источниками являются: Бельбекский водозабор и Кадыковский карьер.
Также предприятие использует подземные водозаборы:
- Орловский водозабор в пойме реки Кача,
- Инкерманский подземный источник в пойме реки Черной,
- Родниковский водозабор,
- Бельбекский подземный водозабор в пойме реки Бельбек вблизи села Верхнесадовое,
- скважина в селе Хмельницкое,
- скважины совхоза «П. Осипенко».

### Водоотведение
Канализационные очистные сооружения в районе Камышовой бухты производят механическую очистку сточных вод с последующим глубоководным выпуском в море по коллектору диаметром 1200 мм и суммарной длиной более шести километров.

## Награды
7 января 1971 года «Производственное управление водопроводно-канализационного хозяйства» города Севастополя награждено орденом «Знак почёта».